# Simone Valère
Simone Valère, född Simone Jeannine Gondolf 2 augusti 1923 i Paris, död 11 november 2010 i Roinville, Essonne, var en fransk skådespelerska.

## Roller i urval
- 1949 – Manon
- 1950 – Djävulens bländverk
- 1951 – Natten är mitt rike
- 1955 – Kärleksmanöver
- 1966 – Rovet
- 1971 – Mordet på Trotskij
- 1972 – De kriminella